# Karolina Slunéčková
Karolina Slunéčková, vlastním jménem Karolína Olga Slunéčková, používala i umělecké jméno Olga Sluníčková (8. dubna 1934 Kladno – 11. června 1983 Praha), byla česká herečka, manželka herce Rudolfa Vodrážky.

## Život
Karolina Slunéčková se narodila 8. dubna 1934 v Kladně, odkud se s rodiči přestěhovala do Ústí nad Labem. Její dětství, ač měla velmi milující rodiče, nebylo idylické. Při obsazování Sudet německým obyvatelstvem se nestihli vystěhovat a tak během druhé světové války chodila do německé školy.
Již v dětství byla talentovaná a pohybově nadaná. Ráda tančila a dlouhá léta i stepovala. Herecké ambice se v ní projevovaly již při hře s kamarádkami, kdy si oblékala maminčiny šaty a přehrávala pohádkové postavy. Základy herectví jí předala profesorka Věra Petáková. Když její láska a vášeň k herectví během let nepolevily, vydala se za divadlem do Českých Budějovic, odkud vystudovala pražskou Divadelní fakultu Akademie múzických umění.
V roce 1956, hned po ukončení DAMU, získala angažmá v Divadle Vinohradech (v té době Divadlo československé armády). Hned od samého začátku hrála velké role, jednou z nich byla postava Natašy ve hře Vojna a mír, začínající jejím dlouhým monologem k publiku. Hrála role dramatické i komediální. Její životní rolí byla postava Margarety v Kočce na rozpálené plechové střeše (1966), kde polovinu představení odehrála v černém kombiné. Kromě dvou divadelních představení, která byla natočena, a to hra Brouk v hlavě (1969) a hra Přišel na večeři (1977), se z celé její divadelní kariéry dochovaly pouze fotografie.
Opakem její divadelní kariéry byla kariéra filmová. Režiséři si ji vybírali spíše do menších rolí prodavaček, drben či svůdnic. Největší šanci dostala ve filmu Pomerančový kluk (1975), kde hrála matku Otakara Brouska mladšího.

## Osobní život
Karolína Slunéčková poznala svého manžela Rudolfa Vodrážku již na škole. Po pár letech se vzali a v roce 1960 se jim narodil syn Rudolf. Jejich manželství bylo spořádané, bez skandálů a intrik. Milovala módu, zvláště šátky, boty a klobouky, které nosila ve městech a ve volném čase na venkově měnila za starý šátek. S manželem si pořídili chalupu ve Lnářích.
Velmi se bála nemocí, především když zemřela její kolegyně a blízká přítelkyně Nina Popelíková. I Karolínu Slunečkovou čekal podobný osud, po pár měsících ji lékaři diagnostikovali rakovinu plic, přesto dále účinkovala v divadle a natáčela v televizi. Jak říkala její kamarádka a kolegyně Jiřina Jirásková, ani ta zlá choroba nedokázala zničit její krásné rysy.
| „                  | Když už byla moc nemocná a moc taková zdevastovaná, tak jsem jí řekla: ‚Tak takhle teda ne! S tím musíš něco udělat!‘ a ona přišla, no to nemáte představu, se zjevením. Já jsem pro ni jela autem. Ona na mě čekala před domem a tam stála skutečně světová hvězda! Ani ta choroba nedokázala ty krásný rysy zničit. | “ |
| — Jiřina Jirásková | |   |

Ještě týden před svou smrtí přišla do divadla natěšená, že bude zase pracovat. Už se na jeviště nikdy nepodívala. Zemřela 11. června 1983.
Spolu se svým manželem je pohřbena v obci Lnáře na Strakonicku, kde měli rekreační chalupu.

## Divadelní role, výběr (Vinohradské divadlo)
- 1958 L. N. Tolstoj: Vojna a mír, Nataša Rostovová, režie Jan Strejček[2]
- 1966 Tennessee Williams: Kočka na rozpálené plechové střeše, Margareta, režie Stanislav Remunda
- 1969 Georges Feydeau: Brouk v hlavě, Luiza Homenides, režie Václav Hudeček[3]
- 1977 George S. Kaufman, Moss Hart: Přišel na večeři, Lorraine Sheldonová, režie Stanislav Remunda

## Rozhlasové role
- 1964 William Shakespeare: Sen noci svatojánské, Československý rozhlas, režie Ludvík Pompe. Hráli: Petr Haničinec (Lysandr), Karolina Slunéčková (Hermie), Karel Hlušička (Demeteus), Eva Klepáčová (Helena), Josef Patočka (Oberon, král Elfů), Taťana Vavřincová (Titanie), Josef Hlinomaz (Klubko), Antonín Jedlička (Štěbenec), další řemeslníci Vladimír Krška a Milan Mach, Zdena Hadrbolcová (Puk), Gabriela Vránová (elf). Hudba: Kamil Hála, hrál Taneční orchestr Československého rozhlasu, dirigent Josef Vobruba[4]
- 1976 Stendhal: Kartouza parmská, dvoudílná četba, překlad Miloslav Jirda, četli: Fabrizzio del Dongo (Alfred Strejček), Gina San Severinová (Věra Galatíková), hrabě Mosca (Martin Růžek), Klélie (Jana Preissová), Conti (Josef Patočka), Kníže (Čestmír Řanda), generální prokurátor Rassi (Antonín Hardt), Cecchina (Daniela Hlaváčová), markýza Raversiová (Karolína Slunéčková), Marietta (Jana Drbohlavová), Giletti (Alois Švehlík), herec (Artur Šviha), hlas (Milan Mach) a Fontana, generál (Vladimír Pospíšil); režie: Miroslava Valová.[5]

## Film
- 1978 Kulový blesk – role: paní Kadlecová

## Televize
- 1963 Harlémská tragédie (TV mikrokomedie) – role: Maggie
- 1966 Sedm koní a vavříny (TV film) – role: návštěvnice dostihů
- 1972 Bližní na tapetě (TV cyklus mikrokomedií Malé justiční omyly) – role: sestřička v porodnici (11. příběh: Belle-Mére)
- 1976 Ženitba (TV zpracování klasické veselohry – autor: Nikolaj Vasiljevič Gogol ) – role: Fiokla Ivanovna (Tekla)
- 1977 Já bych se tak ráda vdávala (TV komedie) – role: Eva
- 1977 Žena za pultem (TV seriál) – role: prodavačka Zdena Kalášková
- 1979 Dívka světových parametrů (TV komedie) – role: matka
- 1980 Oddělení zvláštní péče (TV inscenace) – role: Marie Bendová

## Galerie

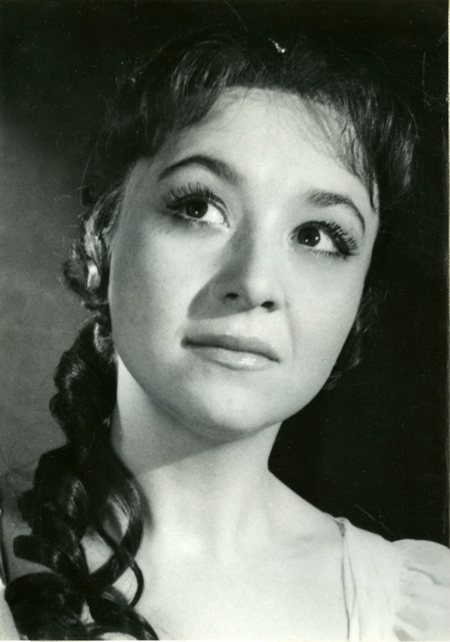
Karolina jako Nataša v jedné ze svých prvních rolí (Divadlo na Vinohradech, Vojna a mír)
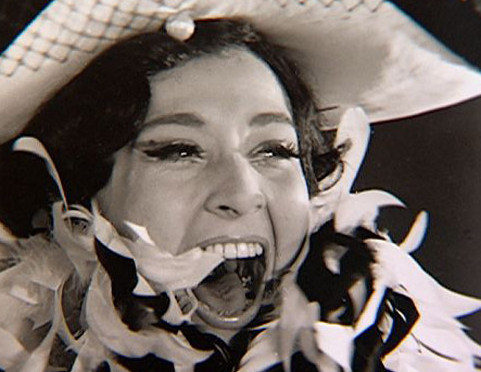
Ve hře Brouk v hlavě (1969)
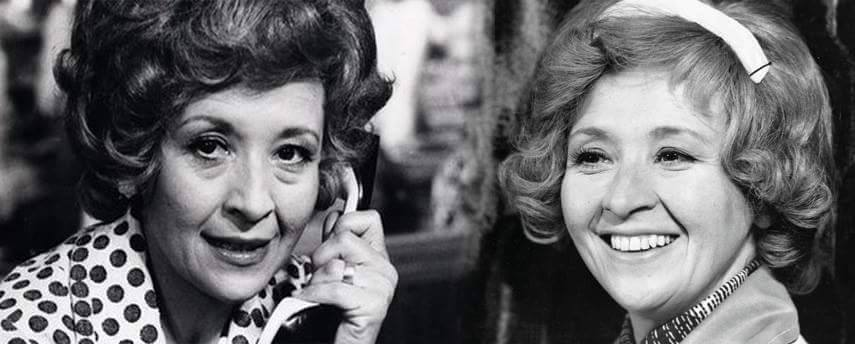
V televizním seriálu Žena za pultem (1977)